# 새엄마 (1972년 드라마)
《새엄마》는 MBC에서 1972년 8월 30일부터 1973년 12월 28일까지 방영한 일일드라마이며, 1973년 2월 말로 끝내려했으나 인기를 끌자 장기간 연장하여 방영하였다.
이 드라마는 완고한 가정에 후처로 들어가 아름다운 마음씨와 폭넓은 이해로 가족들에게 인정을 받게 되는 한 여인의 이야기를 그리면 홈드라마가 성공을 거둔다는 실례를 보여줬다.

## 등장 인물
- 전양자 : 정숙 역
- 최불암 : 송씨 역
- 정혜선 : 시어머니 역
- 윤여정 : 송은혜 역
- 김용림 : 친정 어머니 역
- 박규채
- 조경환 : 송효섭 역
- 양정화 : 송지혜 역
- 엄유신 : 신애 역
- 김혜자 : 지혜 생모 소연 역
- 나문희 : 문교장 역
- 김영옥
- 홍민우
- 염복순
- 김용건 : 지혜 남편 역